# Polypodiodes wattii
Polypodiodes wattii är en stensöteväxtart som först beskrevs av Richard Henry Beddome, och fick sitt nu gällande namn av Ren-Chang Ching. Polypodiodes wattii ingår i släktet Polypodiodes och familjen Polypodiaceae. Inga underarter finns listade.